# Un peu d'amour, d'amitié et beaucoup de musique
Un peu d'amour... d'amitié... et beaucoup de musique (Un po' d'amore, d'amicizia e tanta musica)  è stato un varietà andato in onda per sei anni, dal 1974 al 1980, sull'emittente monegasca Telemontecarlo, inizialmente con la conduzione di Jocelyn e di sua moglie Sophie Cauvigny, e poi con altri conduttori, tra cui  Awanagana e Liliana Dell'Acqua.

## Storia
Nato da un'idea di Jocelyn (che era anche regista e produttore) è stato uno dei primi talk show musicali della televisione italiana, in cui il conduttore intervistava cantanti e gruppi musicali che venivano a promuovere i propri dischi. La trasmissione, realizzata nella sede monegasca e molto elastica nella durata, andava in onda alle 17:45 e dava inizio alla programmazione della rete. Condotta inizialmente da Jocelyn, molto spartana nel suo format, era sostanzialmente una trasmissione radiofonica accompagnata dalle riprese dell'interno dello studio in cui si svolgeva.